# Madge Jenison

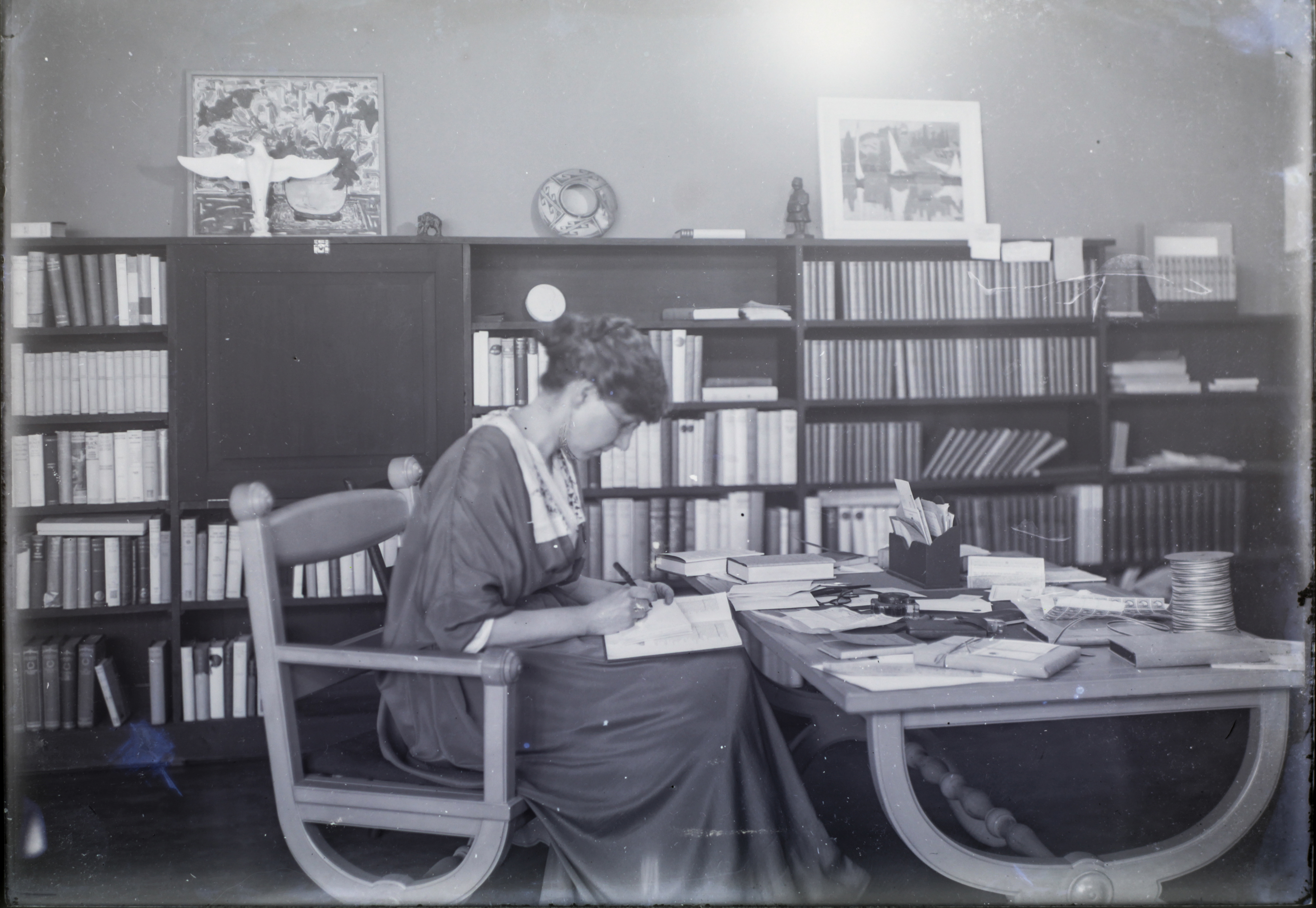
Madge Jenison in the Sunwise Turn Bookstore circa 1916

Madge Caroline Jenison (* 1874; † 1960) war eine US-amerikanische Autorin und feministische Aktivistin. Sie war Inhaberin von The Sunwise Turn, Buchhandlung und Literarischer Salon, der ein Brennpunkt künstlerischer Aktivitäten und anarchistischen politischen Denkens in New York City während der 1910er und 1920er Jahre war.

## Leben

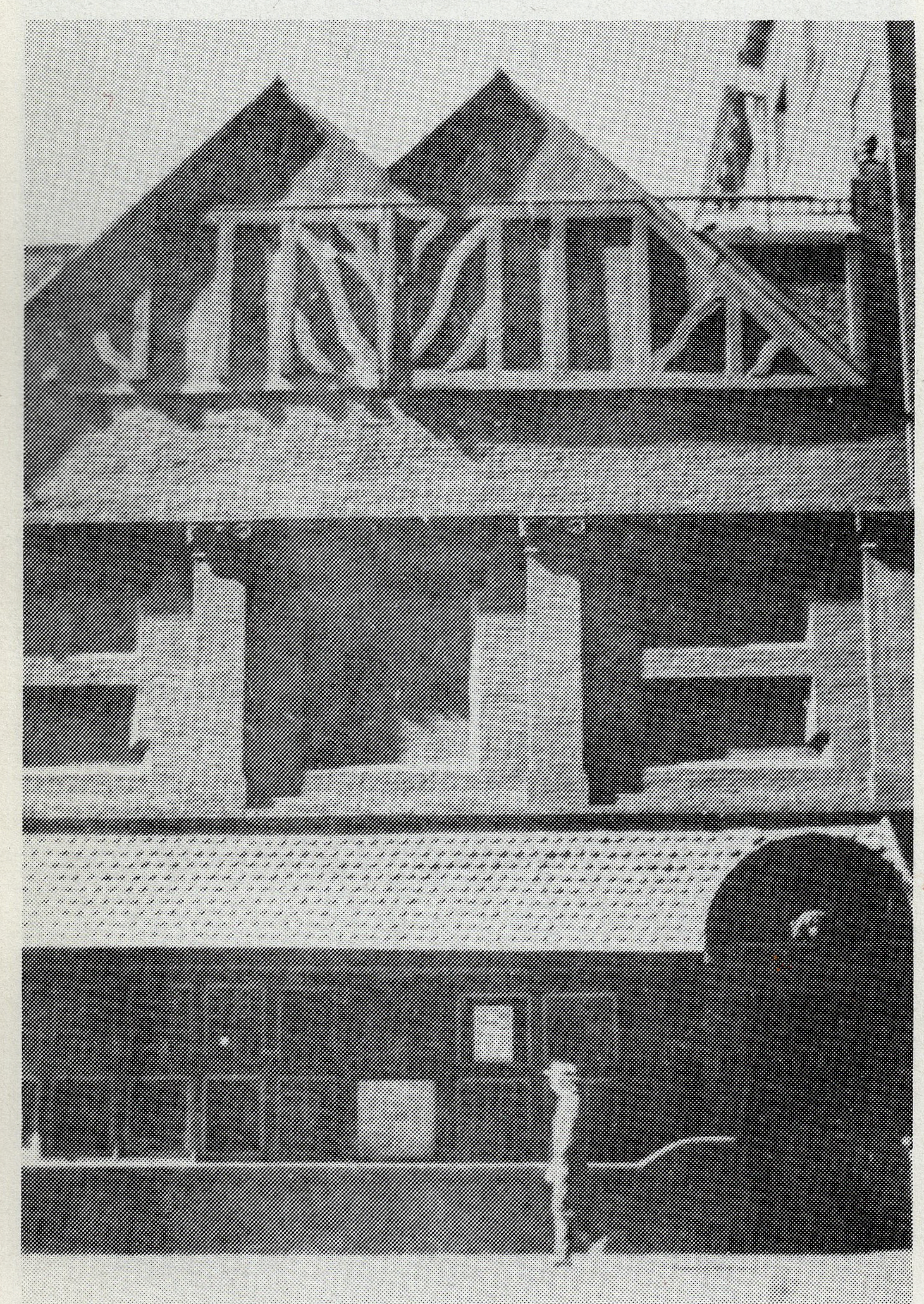
The Sunwise Turn an seinem ersten Ort, 2 East 31st Street, New York, ca. 1916

Ihr Vater, Edward Spencer Jenison, war ein prominenter Chicagoer Architekt, der nach dem Großen Brand von Chicago von 1871 beim Wiederaufbau der Stadt half. Ihre Schwester, Nancy Blanche Jenison, war eine erfolgreiche Ärztin.
In den frühen Jahren des 20. Jahrhunderts zog Jenison von Chicago nach New York, wo sie mit dem Schreiben, hauptsächlich für Zeitschriften, Erfolg hatte. Bald lernte sie bei einem Abendessen, das von „irgendeiner liberalen Gruppe“ gegeben wurde, den Bildhauer John Frederick Mowbray-Clarke kennen. Er war sofort von ihr angetan und erzählte später seiner Frau, Mary Horgan Mowbray-Clarke, dass er zwischen „zwei der interessantesten Frauen Amerikas“ gesessen habe. Die eine war die Biografin Katharine Anthony; die andere war Jenison.
Ende 1915 hatte sie die Idee, dass „eine Buchhandlung der anderen Art“ in Amerika eröffnet werden müsste. Jenison gründete zusammen mit Mary Horgan Mowbray-Clarke The Sunwise Turn, eine moderne Buchhandlung in einem gemieteten Gebäude in der 2 East 31st Street. Neben dem Angebot von Büchern, die sie persönlich interessierten, veranstalteten sie in dem kleinen Laden auch Lesungen und verkauften Gemälde, Drucke, Skulpturen und Textilien. The Sunwise Turn war einer der ersten Buchläden in Amerika, der von Frauen geführt wurde, und Jenison schrieb 1923: „In the winter of 1919 - 20 we had eight unpaid apprentices - all women of a great deal of background. They sold thousands of dollars worth of books for us. They filed invoices. They swept floors. They ran on errands.“ Eine der unbezahlten Praktikantinnen war Peggy Guggenheim, die dort zum ersten Mal mit den Künstlern und Schriftstellern der Avantgarde in Berührung kam, die später ihre Welt als Mäzenin prägen sollten.
Arthur B. Davies, zusammen mit John Frederick Mowbray-Clarke einer der Hauptorganisatoren der Armory Show von 1913, war der Designer der Inneneinrichtung der Buchhandlung. Er wählte ein burning orange als Farbe für die Wände und arbeitete ein Prisma von Farben in die Holzarbeiten ein. Zu den Künstlern und Schriftstellern, die in der Buchhandlung auftraten, gehörte Theodore Dreiser, der am 30. April 1916 die erste Lesung hielt. Robert Frost hielt ebenfalls eine Lesung, ebenso wie eine Reihe anderer bekannter und unbekannter Künstler. Es wurden Werke von Künstlern wie William Zorach, Martha Ryther, Charles Burchfield und Herbert Crowley gezeigt.
Jenison schrieb: „Am Ende von vier Jahren hatten wir Filialen in Detroit, im Neighborhood Playhouse und in der Theatre Guild. Wir hatten Bücher bei Gartenvorträgen im Colony Club, bei den Socialist and Civil Liberties Conventions, bei der International Conference of Women Physicians verkauft.“
The Sunwise Turn gab auch ein Broadsheet heraus, das Poesie und Kunst sowie politische und soziale Kommentare von verschiedenen Autoren und Künstlern enthielt. Sie veröffentlichten auch abendfüllende Bücher in kleinen Auflagen, darunter eine 500 Exemplare umfassende Ausgabe einer Studie über den Bildhauer Auguste Rodin von Rainer Maria Rilke im Jahr 1919 oder eine soziologische Arbeit von Herbert Ellsworth Cory von der University of Washington
Zu den Zeitschriften, für die Jenison Kurzgeschichten und soziale Kommentare schrieb, gehörten Harper’s Monthly und The Atlantic in den frühen 1900er Jahren sowie in späteren Jahren. Sie veröffentlichte zu Lebzeiten mehrere Bücher: Dominance (1928), Invitation to the Dance (1929), Roads (1949) und ihren Bericht über die frühen Jahre des The Sunwise Turn: Sunwise Turn: A Human Comedy of Bookselling (1923).
Jenison wurde in das Woman's Who's Who of America aufgenommen und war Captain der Woman Suffrage Party für New York's 25th State Assembly district. Sie marschierte im Herbst 1917 in einer Frauenwahlrechtsparade mit und vertrat dabei Buchhändlerinnen, die zu dieser Zeit zwar gelegentlich an Veranstaltungen der Bookseller's League teilnehmen durften, denen aber die Mitgliedschaft verboten war. Sie organisierte 16 Frauen für die Teilnahme an dem Marsch, war aber bestürzt über den Mangel an Organisation unter ihnen. Dies führte zu einem Treffen am 13. November 1917, das den Beginn der Women’s National Book Association (WNBA) markierte.
Sie war nie verheiratet.

## Werke (Auswahl)
Bücher
- Sunwise Turn – A human comedy of bookselling. E.P. Dutton & Company, New York 1923 (archive.org).
  - deutsch: Sunwise Turn: Zwei Buchhändlerinnen in New York. Ed. Ebersbach, Berlin 2006, ISBN 978-3-938740-24-8.
- Dominance. Doubleday, Doran & Co, New York 1928.
- Invitation to the Dance. E.P. Dutton & Company, New York 1930.
- Roads. Doubleday, Doran & Co, New York 1948.

Beiträge in Periodika
- The Church and the Social Unrest. In: The Outlook. 16. Mai 1908, S. 112–114.
- State Insurance of Germany. In: Harper's Monthly Magazine. Band 119, Oktober 1909, S. 727–734.
- True Believer: A Story. In: Harper's Monthly Magazine. Band 177, August 1938, S. 262–271.